# Centro de Treinamento de Operações Especiais Rei Abdullah II
O Centro de Treinamento de Operações Especiais Rei Abdullah II (em inglês:  King Abdullah II Special Operations Training Center, KASOTC) é uma instalação localizada em Amã, na capital da Jordânia, especializada em treinamento nas mais recentes táticas, técnicas e procedimentos de contraterrorismo, operações especiais e guerra irregular.

## História
A base do KASOTC foi construída por uma empresa de construção dos Estados Unidos em terrenos doados pelo Rei da Jordânia e pagos pelo programa de Vendas Militares Estrangeiras do Departamento de Defesa dos EUA, parte da dotação especial de 2005. A gestão da construção foi realizada pelo Corpo de Engenharia do Exército dos Estados Unidos.
Em 2009, o centro estava operacional. O KASOTC é administrado por militares experientes das forças especiais, da ativa e da reserva, além duma equipe de treinamento qualificada. Segundo o Diretor-Geral do KASOTC, o General Raed Dora, o centro é responsável por concretizar a visão do Rei Abdullah, através do estabelecimento de um centro internacional para treinamento de operações especiais, contraterrorismo e unidades de segurança.

### Assistência militar
Como o principal aliado árabe dos Estados Unidos na região, a Jordânia recebeu cada vez mais ajuda militar, chegando a US$ 463 milhões somente em 2016. Sendo o KASOTC a peça central da cooperação de inteligência e contraterrorismo entre os dois países. Após a aprovação da Jordânia de um acordo político-militar sobre o uso da instalação, os EUA forneceram US$ 99 milhões em assistência militar para a construção do centro, respondendo por um terço da ajuda militar total dos EUA à Jordânia em 2005. O KASOTC é de propriedade das Forças Armadas da Jordânia, tendo sido construído pelo Centro de Programas Transatlânticos do USACE, e é administrado pela empresa de responsabilidade limitada ViaGlobal, sediada no estado de Maryland, nos Estados Unidos.
A equipe da ViaGlobal baseada na KASOTC tem experiência militar americana, e o conselho da empresa consiste quase exclusivamente de militares americanos reformados. Embora o KASOTC opere como um centro de treinamento do exército dos EUA, sua estrutura de negócios permite que tanto Washington quanto Amã insistam que não há, de fato, centros de treinamento militar estrangeiros no país. De acordo com um funcionário da ViaGlobal, em 2013, 60% das receitas obtidas no KASOTC vieram do treinamento de soldados americanos e 20% do treinamento de forças jordanianas. Como todos os guardas de fronteira e unidades de polícia da Jordânia receberam treinamento obrigatório no KASOTC desde 2014, é provável que a porção jordaniana tenha aumentado.

### Administração privada

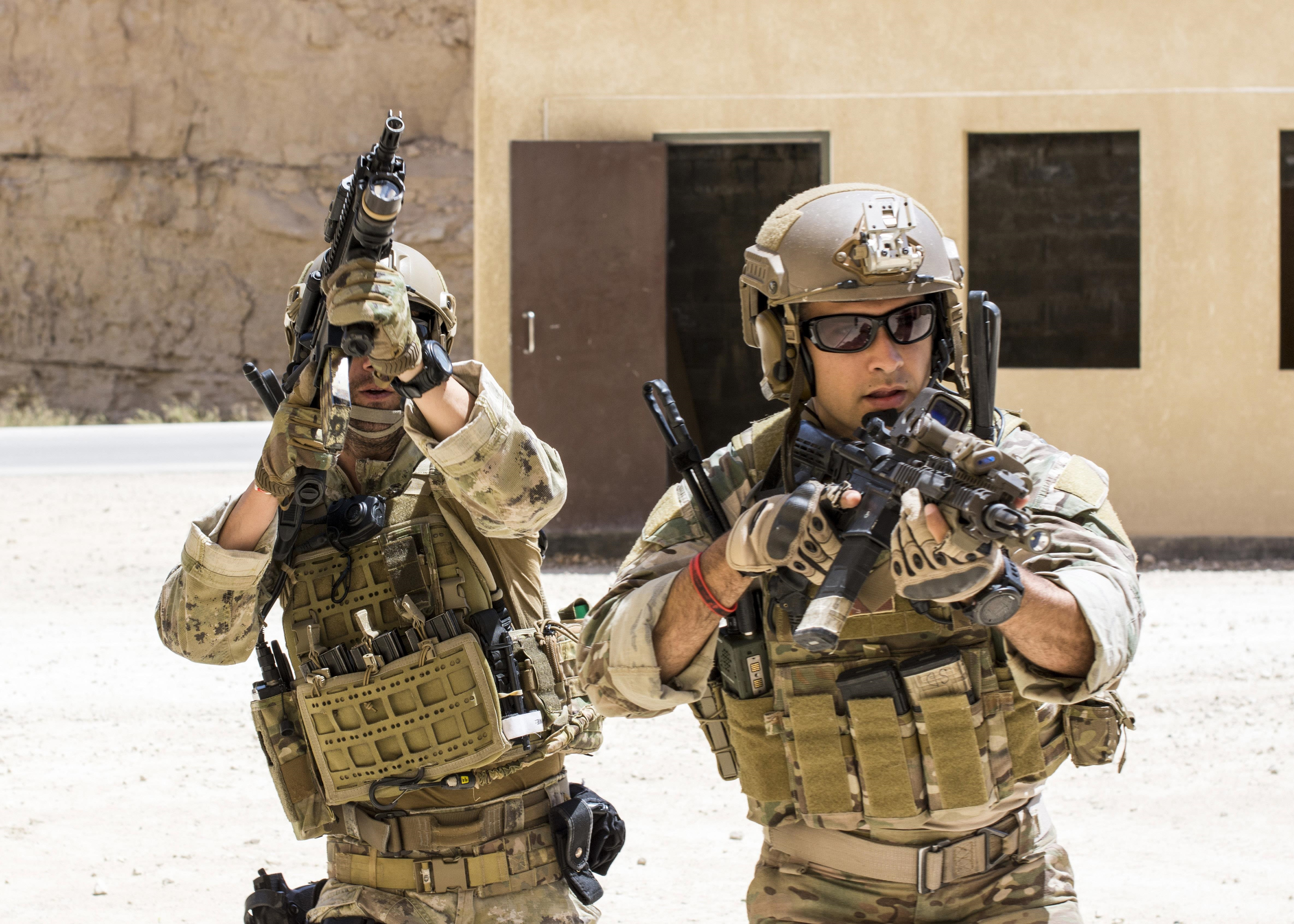
Um militar do 23º Esquadrão de Táticas Especiais da Força Aérea e das Forças Especiais Italianas participam de táticas de pequenas unidades no KASOTC durante o Eager Lion 2017.

Embora o KASOTC seja de propriedade da das forças armadas reais, sua estrutura comercial de negócios implica que as unidades militares jordanianas que desejam treinar no centro precisam pagar como qualquer outro cliente; sua única vantagem é um desconto. As estruturas de pessoal e lucro são claramente distorcidas em favor de interesses comerciais privados. Além da dúzia de funcionários da ViaGlobal, cerca de 100 soldados jordanianos auxiliam na administração diária do centro. Os lucros obtidos, no entanto, fluem para a empresa privada jordaniana KASOTC e para a empresa privada norte-americana ViaGlobal. O sistema coloca em dúvida o controle da instalação pelo público jordaniano ao ter o orçamento militar fortemente dependente de ajuda estrangeira e a administração à cargo de uma empresa privada dos Estados Unidos.
Devido à operação da KASOTC como uma empresa privada com fins lucrativos, os serviços oferecidos também estão abertos a outras empresas privadas. Entre eles está a MissionX, que foi fundada por CK Redlinger, o antigo gerente de segurança de Bagdá do General David Petraeus. O general, famoso pelo Surge no Iraque, tornou-se gerente de desenvolvimento de negócios do KASOTC. A MissionX oferece o que chama de Experiência de Aventura de Operações Especiais (em inglês:  Special Operations Adventure Experience), onde os participantes recebem uniformes e armas das forças especiais para brincarem de guerra no Oriente Médio. Em parceria com a Fieri, sediada em Londres, a MissionX também comercializa o programa como uma experiência de aprendizado corporativo. Desta forma, os gerentes e funcionários participantes podem desenvolver a liderança comercial em simulações de combate numa vila ou bazar afegãos. A MissionX também forneceu consultoria técnica e treinamento para filmes de Hollywood, como Guerra ao Terror e A Hora Mais Escura.

## Treinamento

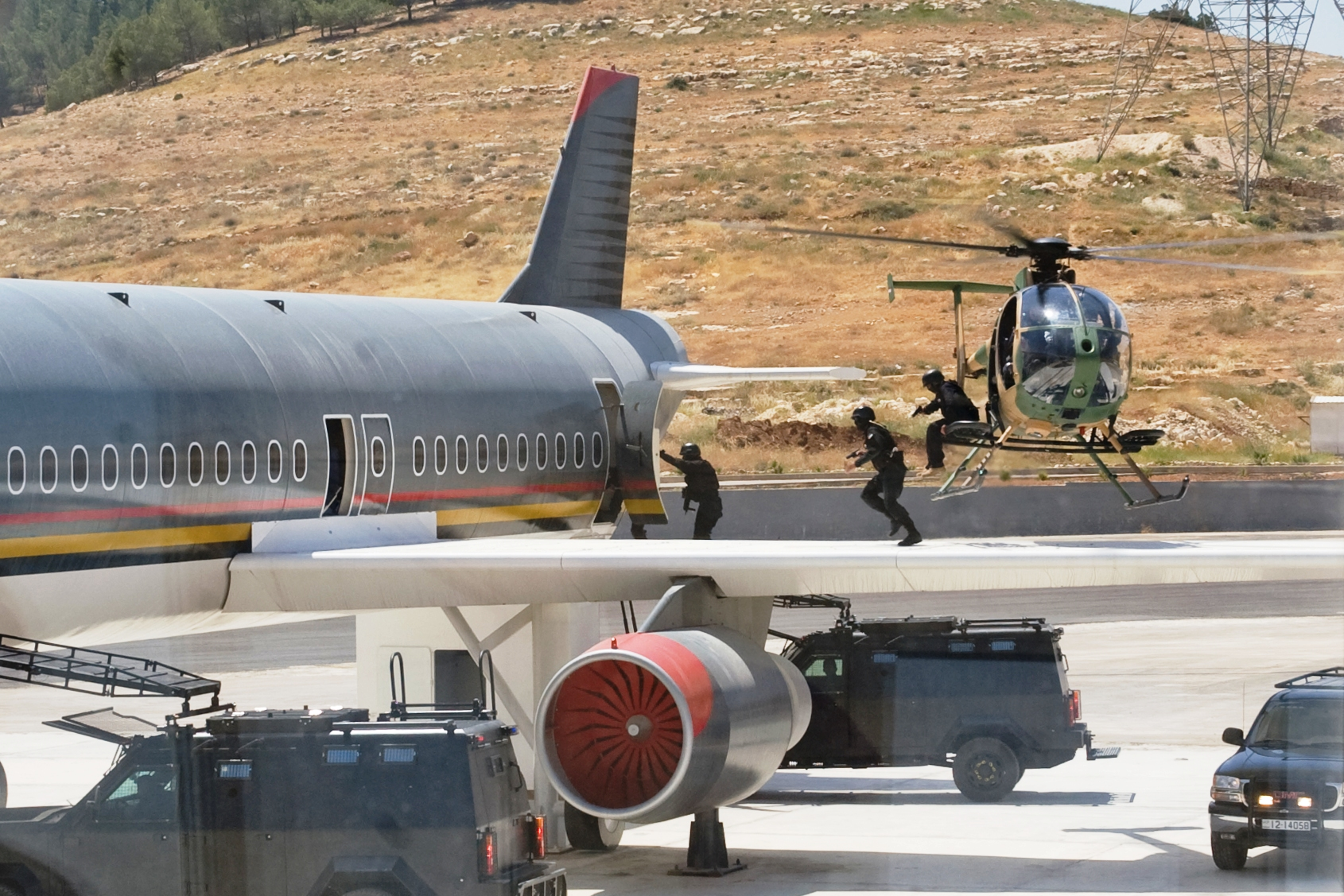
Forças especiais jordanianas em uma demonstração de retomada de avião no Airbus A300 no KASOTC.

Os cursos começam na sala de aula, onde os formandos dominam conceitos abstratos e discutem soluções criativas. Os instruendos então aplicam seus conhecimentos e habilidades em uma variedade de exercícios de campanha; simulando condições do mundo real, incluindo fogo real e manobra. O desempenho é observado, medido e avaliado usando sistemas de feedback de última geração.
Além de oferecer uma base para o treinamento de forças especiais internacionais e guardas de fronteira jordanianos, o KASOTC também fornece programas de liderança corporativa, férias de aventura militar e treinamento de dublês para atores. O KASOTC oferece aos seus clientes um ambiente realista, tal como seria encontrado por soldados em campanha. O centro conta com uma vila afegã falsa, um Airbus 300 real, uma cidade fictícia, um estande de tiro e um campo de refugiados artificial. A simulação de um ambiente terrorista típico é ainda mais aprimorada pelo uso de milhares de efeitos sonoros e de cheiro, geradores de névoa e explosões nos telhados.

## Instalações

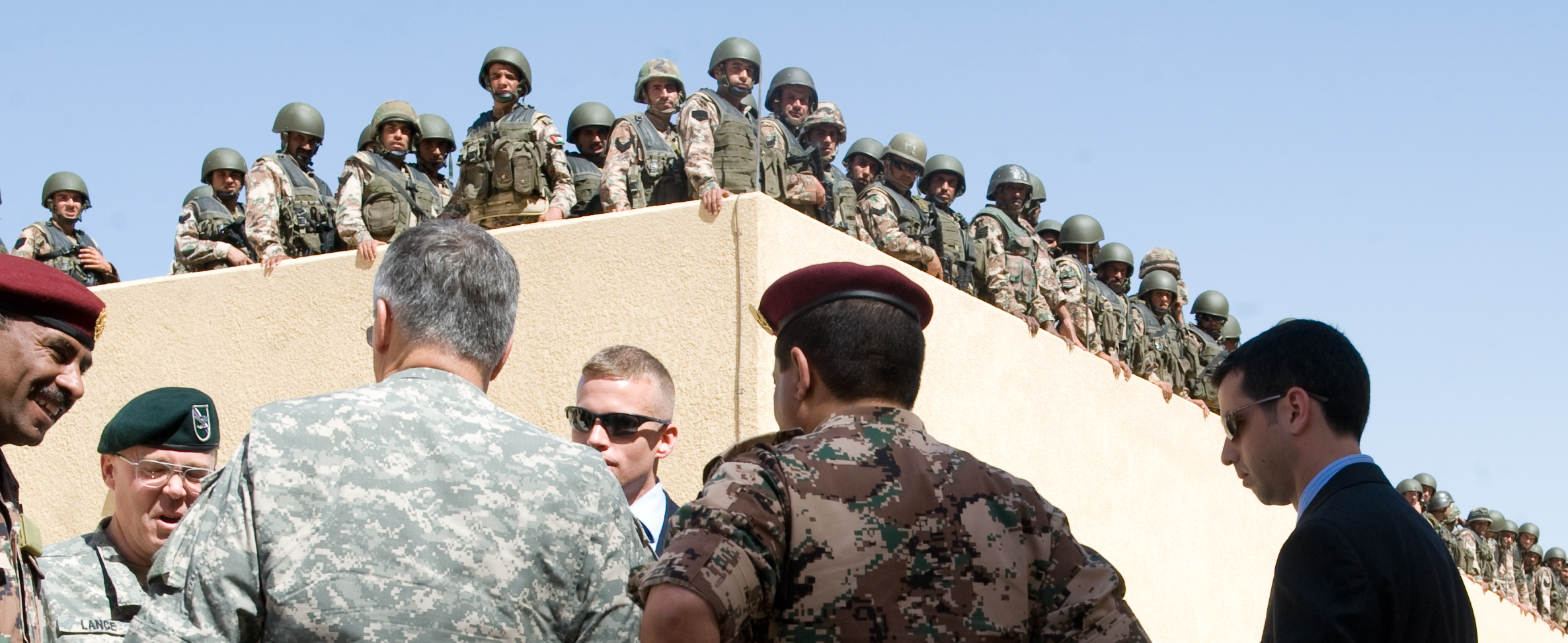
Visita do General George W. Casey, do Estado-Maior do Exército dos EUA, às instalações do KASOTC.

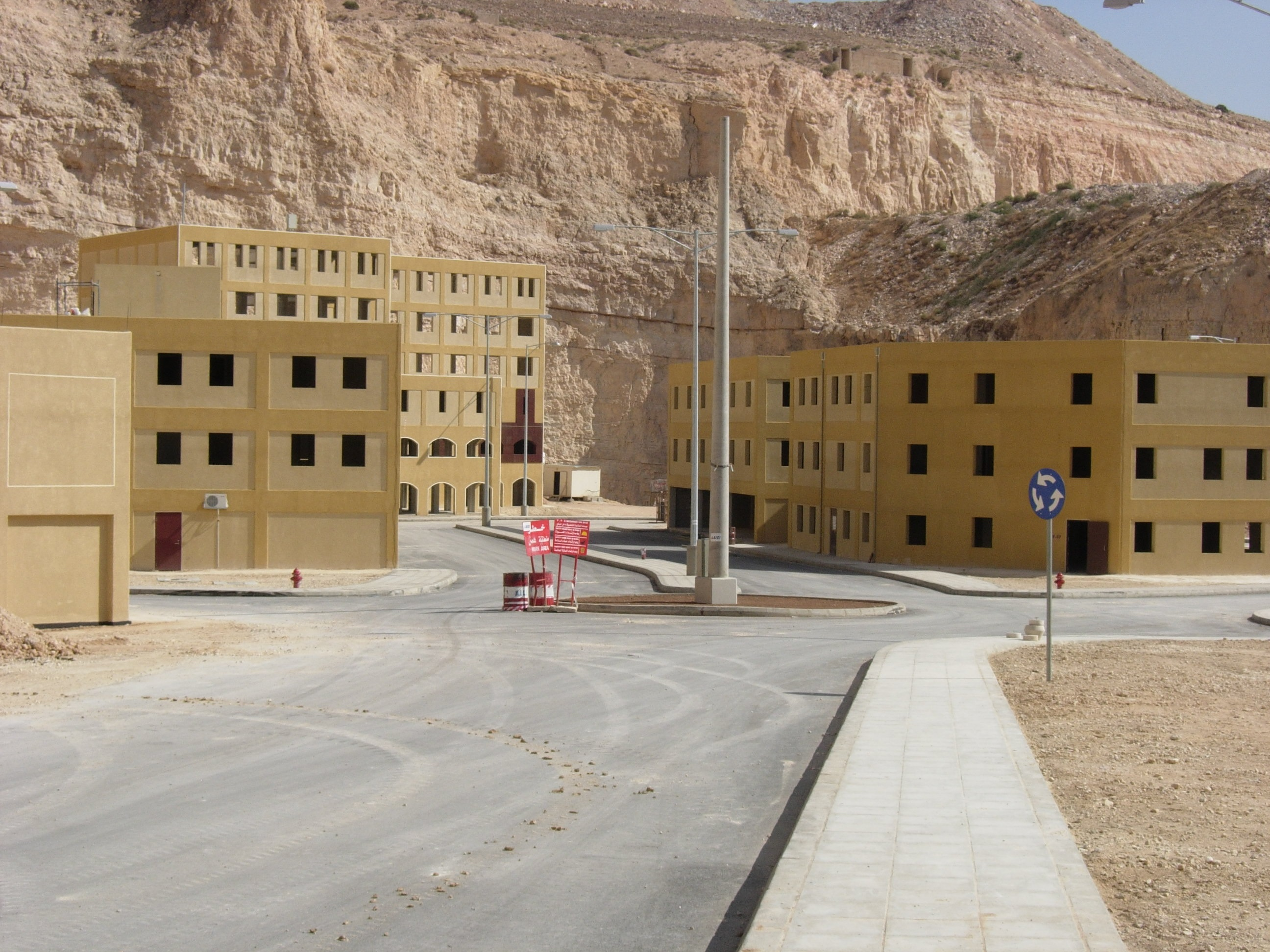
Edifícios da área urbana.

A Área Urbana contém uma ampla gama de instalações urbanas e de aldeia (56) para simular bairros realistas, incluindo embaixadas, áreas residenciais, instalações comerciais e industriais e edifícios governamentais; uma praça pública; vilas, complexos de apartamentos e alojamentos de empregados; centro comunitário, garagem, posto de gasolina e lojas; áreas industriais leves; complexos de escritórios; e reservatórios de água. As instalações são divididas entre três locais na Jordânia: Yajooz, Zarqa e Aqaba. Formando um enorme complexo de 6.000 acres. Os três locais da instalação incluem:
- Treinamento de tiro real em vários andares;
- Campos de treinamento de assalto a aeronaves, trens e veículos;
- Áreas de treinamento de demolição;
- Campos de tiro internos e externos;
- Campo de treinamento de motoristas;
- Escondes de atiradores;
- Complexo administrativo;
- Casa de batalha marítima de curta distância.

O centro possui uma aeronave Airbus A300 em escala real e uma torre de controle com pista de pouso para helicópteros. O A300 também inclui alguns recursos da aeronave B777 e inclui fazer com que os alvos se levantem de seus assentos, introdução de cheiros e sons do campo de batalha e captura de vídeo e áudio de todo o treinamento interno e externo.
A casa de combate em compartimento (CQB) é uma instalação blindada de dois andares com uma torre adjacente de três andares que fornece prática de combate sala-a-sala usando fogo real. A área foi projetada para treinar ataques a uma grande fortaleza usando uma variedade de métodos, incluindo abordagens simultâneas a pé, de veículos e de helicóptero. Os ataques podem ser conduzidos usando técnicas de entrada em vários níveis, incluindo assaltos em vários andares e salas.
Todas as instalações mencionadas aproveitam ao máximo os efeitos do campo de batalha controlados pelo Centro de Controle de Operações de Campanha, que são capturados em áudio e vídeo por meio de 350 câmeras fixadas nas áreas de treinamento; as câmeras variam entre dia e noite e interior e exterior. Esta capacidade tem dois propósitos: em primeiro lugar, pode ser usada para o oficial de treinamento dirigir as tropas no terreno remotamente a partir do centro de controle, e para o exercício de Revisão Pós-Ação (em inglês:  After Action Review, AAR), no qual o desempenho é observado, medido e avaliado com os instruendos.
O recurso Método de Entrada (em inglês:  Method of Entry, MOE) é um conjunto de recursos que permite o treinamento tático de técnicas de método de entrada. As instalações contidas nesta área incluem diversas estações de rompimento, estação de corte de aço, Edifício de Método de Entrada e um espaço para construção para atender à solicitação específica do cliente (paredes de barro, etc.). O edifício MOE é uma estrutura de dois andares usada para treinar forças em métodos de entrada.

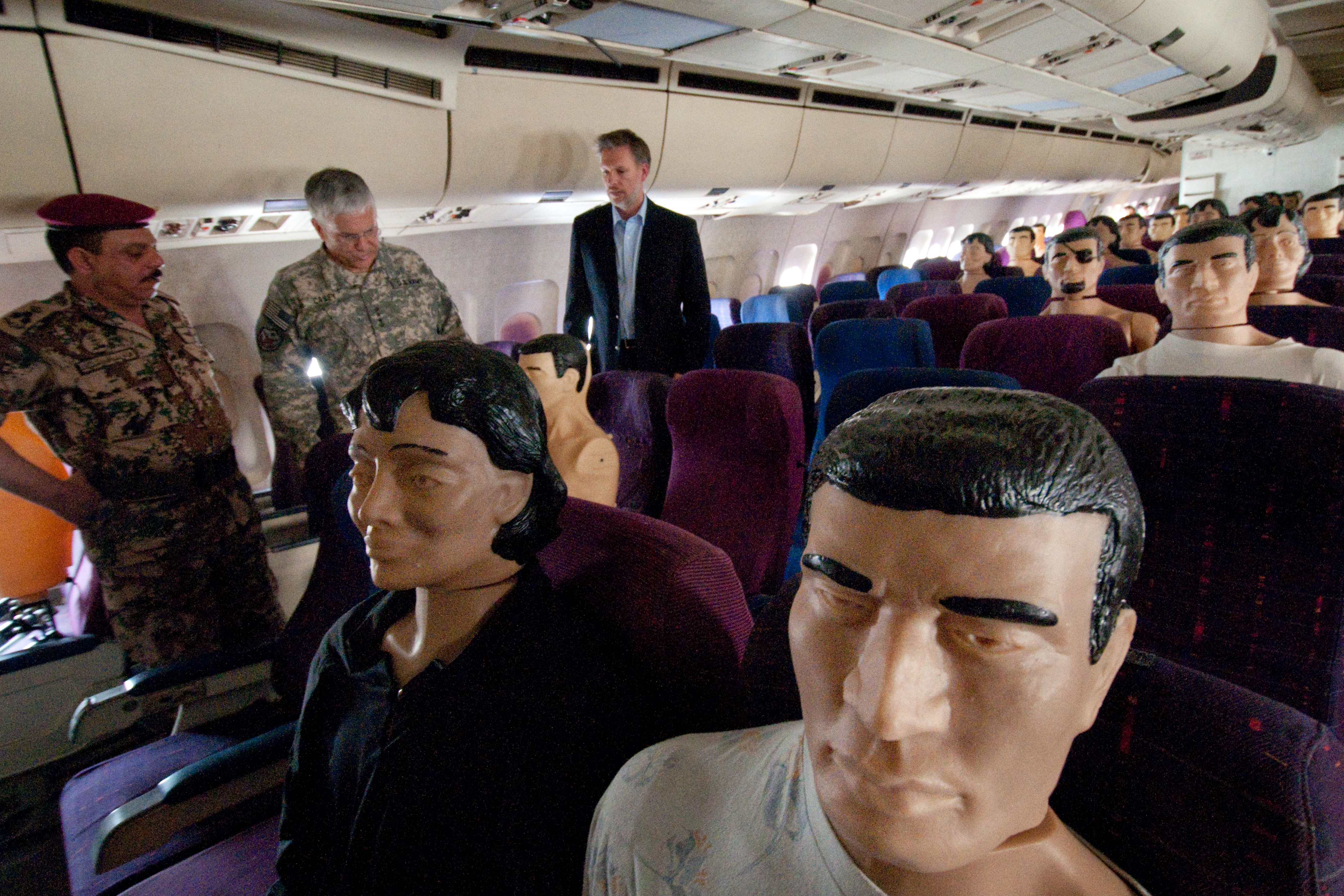
O interior do Airbus A300 com manequins representados reféns e terroristas.

Uma Torre Comando de 8 andares também é uma plataforma para escalada em parede, descida rápida em corda e rapel. Os campos de tiro eletrônicos fornecem engajamento de alvos móveis e placas em queda, agrupamento, zeragem e teste de armas.
Por meio de uma joint venture com a American Company IPC, a KASOTC abriu o Centro de Excelência de Simulação Falcon4. O Falcon4 fornece um sistema de treinamento integrado completo que progride desde simulações construtivas e em sala de aula, até uma estação de diagnóstico, simulação e fogo real com alvos robóticos em movimento.
A Pista de Motorista permite que Operações de Veículos Não-Emergenciais (em inglês:  Non-Emergency Vehicle Operations, NEVO) instruam e pratiquem com segurança técnicas de direção não-convencionais, como manobras evasivas, negociação de curvas em alta velocidade, controle de derrapagem e perseguição de veículos. A pista foi projetada para permitir viagens em ambas as direções, para que o aluno possa praticar curvas e manobras em direções opostas. Veículos e manutenção são fornecidos no local.

## Annual Warrior Competition
O KASOTC sedia a Annual Warrior Competition, um exercício multinacional anual opondo equipes militares e policiais de forças especiais de vários países. A competição é voltada para o combate baseada na habilidade física, trabalho em equipe, comunicação e precisão individual. O Centro de Treinamento de Operações Especiais Rei Abdullah II criou a competição em maio de 2009, com duração de cinco dias. Seu lema é Fortune Favors the Bold, a sorte favorece os audazes. A Annual Warrior Competition foi chamada de Olimpíadas das Forças Especiais.
O evento em si serve principalmente para propósitos de relações públicas e é patrocinado por fabricantes de armas internacionais, os quais podem exibir seus produtos diretamente para as unidades participantes. Desta forma, a competição coincide com a Exposição das Forças de Operações Especiais (SOFEX), uma exposição bienal de operações especiais e segurança interna que traz mais de 370 comerciantes de defesa à Jordânia para exibir seus produtos. Além de equipes de diversas agências militares e de segurança internacionais, a empresa norte-americana International Defense Systems já registrou uma equipe corporativa.